# Hakusensha

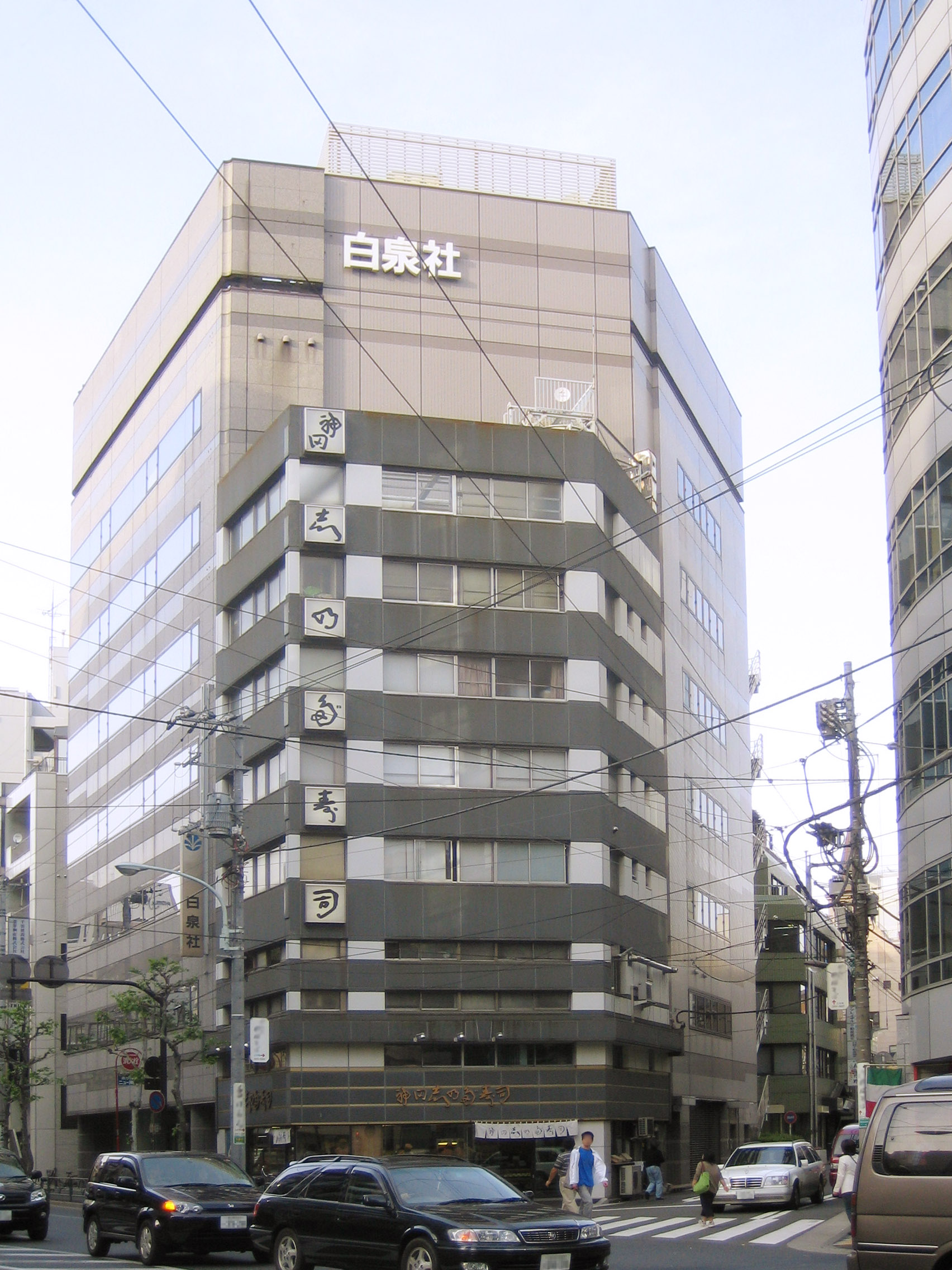
Hakusensha

Hakusensha (яп. 白泉社 Хакусэнся) — японская издательская компания. Фирма была основана в 1973 году как подразделение компании Shueisha, но теперь является независимой корпорацией. Вместе с фирмами Shueisha и Shogakukan, Hakushensha составляет тройку самых крупных издательств в Японии, известных под общим названием Hitotsubashi Group. В странах Запада, Hakusensha более известна как фирма издающая сёдзё-мангу, хотя сэйнэн-журнал Young Animal является вторым по популярности изданием компании.

## Журналы манги Hakusensha
В настоящее время публикуются следующие журналы:
- Young Animal
- Young Animal Arashi
- Hana to Yume
- Bessatsu Hana to Yume
- The Hana to Yume
- LaLa
- LaLa DX
- Melody
- The bride between the racial outside

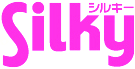
Логотип Silky

- Silky (яп. シルキー) — ныне закрытый, но некогда достаточно популярный женский журнал манги у Hakusensha.[3][4] Выходил с 1985 года по апрель 2013. По данным на 2003 год, его тираж оставлял 86 тыс. экземпляров, но в 2011 году опустился до 47 тыс.[5] С января 2013 Silky был преобразован в электронный журнал Love Silky. С апреля 2008 по август публиковалось специальное приложение «счастливой»[6] романтический манги — Jossie (яп. ジョシィ), всего вышло три номера.[7][8]
- Gekkan Shounen Jets (яп. 月刊少年ジェッツ) — выходивший с 1981 по 1983 год ежемесячный сёнэн-журнал.[9]

## Другие журналы
- Kodomoe
- Moe (журнал об поп-культуре)